# Ochotnicze Bataliony Odbudowy Warszawy
Ochotnicze Bataliony Odbudowy Warszawy – jednostki zaangażowane przy odbudowie Warszawy po II wojnie światowej. 
Genezą powstania batalionów był apel organizacji młodzieżowych pod nazwą „Pomóżmy Warszawie”, po którym setki młodych ludzi z obszaru powojennej Polski udało się do stolicy celem pomocy przy odbudowie zrujnowanego miasta. Z terenu województwa rzeszowskiego byli to głównie działacze Związku Młodzieży Wiejskiej.
Później organizowano spotkania członków batalionów: w 1972 na 25-lecie PRL oraz w dniach 16-17 września 1985 w ramach Miesiąca Odbudowy Warszawy.